# The Best of The Doors (2000)
The Best of The Doors è un album compilation del gruppo dei Doors pubblicato nel 2000 in versione singola, doppia ed edizione limitata da non confondersi con le omonime pubblicazioni del 1973 e 1985 vista la presenza nel titolo delle parole "The Best of".

## Tracce
Tutte le canzoni sono scritte dai Doors tranne dove è indicato.

### Versione Originale
1. Riders on the Storm – 7:15
2. Light My Fire – 7:07
3. Love Me Two Times – 3:15
4. Roadhouse Blues (live) – 4:34
5. Strange Days – 3:08
6. Break on Through (To the Other Side) – 2:28
7. Five to One – 4:26
8. Moonlight Drive – 3:02
9. Alabama Song (Whiskey Bar) (Kurt Weill; Bertolt Brecht) – 3:19
10. Love Her Madly – 3:19
11. People Are Strange – 2:11
12. Touch Me – 3:13
13. Back Door Man (Willie Dixon; Chester Burnett) – 3:33
14. The Unknown Soldier – 3:22
15. L.A. Woman – 7:52
16. Hello, I Love You – 2:15
17. The End – 11:44

### Disco Bonus
L'album è stato realizzato in versione digipak in edizione limitata, ed include un disco bonus con le seguenti canzoni:
1. Riders on the Storm (Baez & Cornell Tunnel Club mix)
2. Riders on the Storm (N.O.W. mix)
3. Riders on the Storm (Ibizarre remix)
4. Riders on the Storm (Spacebats remix)
5. Multimedia track (interview, gallery, E-card and more!)

### Versione Doppia

#### Disco Uno
1. Light My Fire
2. Hello, I Love You
3. People Are Strange
4. Love Me Two Times
5. Touch Me
6. Strange Days
7. Spanish Caravan
8. Moonlight Drive
9. We Could Be So Good Together
10. The Unknown Soldier
11. Queen of the Highway
12. Shaman's Blues
13. The WASP (Texas Radio and the Big Beat)
14. L.A. Woman
15. Whiskey, Mystics And Men
16. Summer's Almost Gone
17. You're Lost Little Girl
18. When the Music's Over
19. No Me Moleste Mosquito (Densmore, Manzarek & Krieger)

#### Disco Due
1. Peace Frog
2. Waiting for the Sun
3. Who Scared You?
4. The Crystal Ship
5. Wishful Sinful
6. Love Street
7. Wintertime Love
8. The Spy
9. Back Door Man (Willie Dixon; Chester Burnett)
10. My Eyes Have Seen You
11. Five to One
12. The End
13. Riders on the Storm
14. Break on Through (To the Other Side)
15. Roadhouse Blues
16. Soul Kitchen
17. Love Her Madly
18. Alabama Song (Whiskey Bar) (Kurt Weill; Bertolt Brecht)
19. The Famous Roadhouse Blues Footage! (multimedia track)

## Formazione
- Jim Morrison – voce
- Ray Manzarek – organo, pianoforte, tastiera, basso
- John Densmore – batteria
- Robby Krieger – chitarra